# Cortez Pereira
José Cortez Pereira de Araújo (Currais Novos, 17 de outubro de 1924 — Natal, 21 de fevereiro de 2004), mais conhecido como Cortez Pereira, foi um agropecuarista, professor e político brasileiro filiado ao Partido Trabalhista Brasileiro (PTB). Foi o 42.º governador do Rio Grande do Norte, além de deputado estadual, senador e o 4.º prefeito de Serra do Mel.

## Dados biográficos
Filho de Vivaldo Pereira Araújo e Olindina Cortez Pereira, formou-se em Filosofia e a seguir em Direito pela Universidade Federal de Pernambuco. Eleito primeiro suplente do senador Dinarte Mariz em 1962 pela UDN. Filiado depois à ARENA foi escolhido governador do Rio Grande do Norte pelo presidente Emílio Garrastazu Médici em 1970. Ao final de sua gestão o governo potiguar foi entregue a três membros da família Maia: dois por indicação (Tarcísio Maia e Lavoisier Maia) e um por via eleitoral (José Agripino Maia), numa sequência interrompida apenas em 1986. Filiado ao PTB após o fim do bipartidarismo foi eleito prefeito de Serra do Mel em 2000. Faleceu no exercício do mandato após prolongada internação em virtude de uma pneumonia.
Sua irmã, Maria do Céu Pereira Fernandes foi a primeira deputada estadual do país, eleita na Assembleia Constituinte do Rio Grande do Norte, com mandato entre 1935 e 1937.

## Fonte de pesquisa
A seleção dos governadores. Disponível em Veja, ed. 97 de 15 de julho de 1970.